# Marián Havlíček
Marián Havlíček (19. dubna 1953 Zvolen – 30. prosince 1972 Prašivá v Nízkých Tatrách) byl československý vodní slalomář, kajakář závodící v kategorii K1.
Startoval na Letních olympijských hrách 1972, kde v individuálním závodě K1 dojel na šestém místě.
Zemřel po pádu na zledovatělém terénu ve žlabu hory Prašivá v Nízkých Tatrách. Na jeho památku je vodáky ze Zvolenu od roku 1973 pořádán Memoriál Mariána Havlíčka.